# Sindrome di Münchhausen
Per sindrome di Münchhausen s'intende un disturbo psicologico per cui le persone colpite fingono una malattia o un trauma psicologico per attirare attenzione e simpatia verso di sé. La sindrome nel DSM-5 è definita col nome "disturbo fittizio". A volte è anche conosciuta come sindrome da dipendenza dell'ospedale.
Questi disturbi fittizi spesso non sono immediatamente individuabili. Anzi, nella maggior parte dei casi, vengono scoperti solo dopo aver escluso una lunga serie di affezioni che potrebbero giustificare il quadro sintomatologico riferito dal soggetto. Solitamente i soggetti con disturbi fittizi riflettono in continuazione su come convincere gli operatori sanitari a prendere sul serio la propria sofferenza. Il loro tono affettivo prevalente è la superficialità emotiva.
La sindrome di Münchhausen è legata alla sindrome di Münchhausen per procura, il cui disturbo mentale affligge per lo più donne madri che arrecano un danno fisico al figlio/a per attirare l'attenzione su di sé. Il bambino viene usato quindi per appagare un desiderio inconscio, secondo le teorie psicoanalitiche e psicodinamiche, del genitore di mettere in atto un dramma personale e rinforzare la loro relazione con i medici o l'ambiente ospedaliero.
Nella diagnosi differenziale sono tenuti in considerazione i disturbi dissociativi e i disturbi somatoformi.

## Epidemiologia
L'incidenza della sindrome è sconosciuta. Alcuni autori ritengono che la prevalenza del problema possa interessare una quota variabile dall'1% al 5% dei soggetti che si presentano dallo specialista con sintomi fisici di malattia.

## Origine del nome

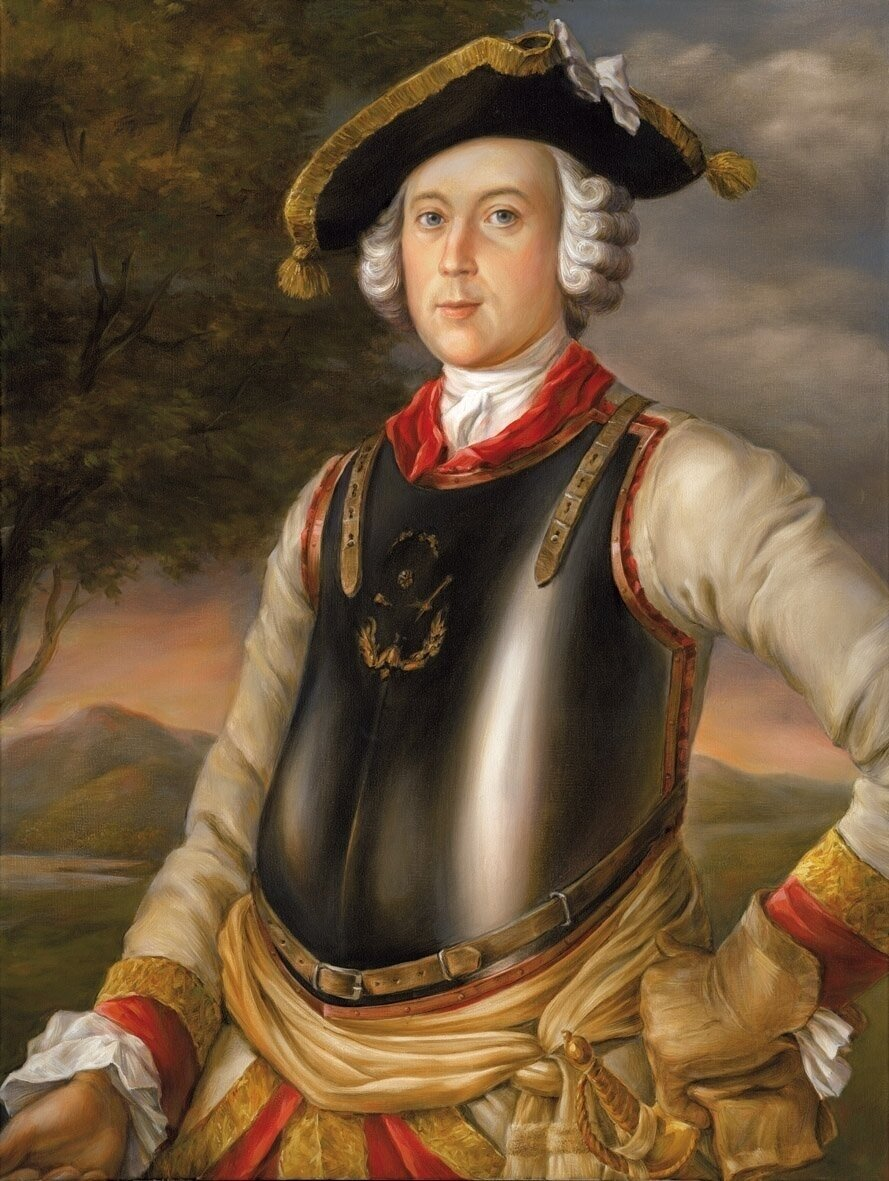
Ritratto del barone di Münchhausen

Il nome della sindrome deriva dal Barone di Münchhausen (Freiherr Karl Friedrich Hieronymus von Münchhausen, 1720-1797), un nobile tedesco, che era noto per raccontare molte storie fantastiche e inverosimili su sé stesso. Rudolf Erich Raspe pubblicò queste storie nel romanzo Le avventure del barone di Münchhausen.
Nel 1951, il medico britannico Richard Asher fu il primo a descrivere un tipo di autolesionismo, in cui il soggetto si inventava storie, segni e sintomi di malattia. Ricordando il barone di Münchhausen, Asher chiamò questo disturbo "sindrome di Münchhausen" nel suo articolo su The Lancet nel febbraio del 1951, citato nel suo necrologio sul British Medical Journal: «Qui è descritta una sindrome comune che la maggior parte dei medici ha già avuto modo di vedere, ma di cui poco è stato scritto. Come il famoso Barone von Münchhausen, le persone colpite hanno sempre viaggiato molto. E le loro storie, come quelle attribuite al barone, sono sia drammatiche sia inverosimili e menzognere. Di conseguenza, la sindrome è rispettosamente dedicata al Barone, e porta il suo nome».
Originariamente, questo termine è stato usato per indicare tutti i disturbi fittizi. Attualmente la diagnosi di "sindrome di Münchhausen" è riservata per la forma più grave di disturbo, dove la simulazione della malattia è l'attività centrale di tutta la vita del soggetto affetto.

## Fattori di rischio
Le cause della sindrome di Münchhausen sono spesso psicologiche o sociali.

## Segni e sintomi
La sintomatologia accusata da questi pazienti è quanto mai varia, a volte aspecifica, altre volte simulante specifiche forme morbose. I soggetti affetti da sindrome di Münchhausen si caratterizzano per le frequenti visite mediche per quelle che sembrano, a una prima valutazione, malattie acute. Il medico è spesso fatto oggetto di richieste insistenti per l'esecuzione di test diagnostici così come di interventi e procedure terapeutiche, anche dolorose. In molti casi il soggetto ha una vera e propria accettazione masochistica di procedure dolorose, generalmente mal tollerate. In fasi avanzate il paziente ha una storia clinica molto complessa e spesso si presenta al medico con un numero estremamente elevato di referti medici, visite specialistiche, rapporti di pronto soccorso e schede di dimissione ospedaliera.

## Trattamento e catamnesi
È ideale che il soggetto venga preso in cura da uno specialista in igiene mentale (psichiatra o psicologo specificamente formato), anche se spesso difficilmente accetterà una simile indicazione. La frequenza dei colloqui e il tipo di trattamento successivo verrà stabilito dallo specialista. Quasi sempre è indicata la dimissione del paziente, tranne in quei rari casi in cui non si possano escludere con certezza intenti di tipo autolesionistico. In alcuni casi può essere necessario il ricovero (volontario o coatto) del paziente in un reparto di psichiatria.